# Ornding
Ornding ist eine Ortschaft und eine Katastralgemeinde der Stadtgemeinde Pöchlarn im Bezirk Melk in Niederösterreich. Die Ortschaft hat 342 Einwohner (Stand 1. Jänner 2024). Bis Ende 1971 war Ornding eine eigenständige Gemeinde.

## Geografie
Das von der Wiener Straße erschlossene Dorf befindet sich südöstlich von Pöchlarn an den letzten Ausläufern des Alpenvorlandes.

## Geschichte
Laut Adressbuch von Österreich waren im Jahr 1938 in der Ortsgemeinde Ornding ein Gastwirt, zwei Gemischtwarenhändler, ein Sattler, ein Schlosser, ein Schuster und mehrere Landwirte ansässig.
Mit 1. Jänner 1972 wurde im Zuge der Niederösterreichischen Kommunalstrukturverbesserung die bis dahin selbständige Gemeinde Ornding nach Pöchlarn eingemeindet.